# Route nationale 303
Die Route nationale 303, kurz N 303 oder RN 303, war eine französische Nationalstraße.
Die Straße wurde 1933 zwischen einer Straßenkreuzung mit der ehemaligen Nationalstraße 186 in Joinville-le-Pont und Villiers-sur-Morin festgelegt. Ihre Länge betrug 36 Kilometer. 1949 wurde ein kurzes Teilstück innerhalb von Joinville-le-Pont von der Nationalstraße 4 übernommen und der Abschnitt zwischen Vincennes und Joinville-le-Pont als Nationalstraße 4A bezeichnet. 1973 erfolgte die Reduzierung auf den Abschnitt zwischen Joinville-le-Pont und Noisy-le-Grand. Dieser wurde 2006 abgestuft.
Von Joinville-le-Pont bis Villiers-sur-Marne handelt es sich um die ehemalige RD22 des Départements Seine; innerhalb von Villiers-sur-Marne handelt es sich um die ehemalige Gc110 des Départements Seine-et-Oise.